# Simple Plan
Simple Plan es una banda de pop punk, canadiense de Montreal, Quebec. La banda fue formada en 1999 por: Pierre Bouvier (voz principal, bajo), Jeff Stinco (guitarra líder), Sébastien Lefebvre (guitarra rítmica, corista) y Chuck Comeau (batería y percusión). El bajista David Desrosiers se unió a la banda en 2000 y la abandonó en julio de 2020. Han lanzado seis álbumes de estudio: No Pads, No Helmets... Just Balls (2002), Still Not Getting Any... (2004), Simple Plan (2008) Get Your Heart On! (2011), Taking One For The Team (2016) y su reciente Harder Than It Looks (2022). Así como dos álbumes en vivo ampliamente comercializados: Live in Japan 2002 (2003), MTV Hard Rock Live (2005) y un EP titulado Get Your Heart On - The Second Coming! (2013).
El 19 de febrero de 2016 salió a la venta su último álbum: Taking One For The Team, que incluye, entre otras, las canciones "I Don't Wanna Go To Bed" (con la colaboración del rapero Nelly), "Boom" y "Singing In The Rain", junto a R City. La banda ha descrito este álbum como el mejor que han escrito nunca. Dicen que suena muy rock y que con las canciones "Opinion Overload" o "I Refuse", se acercan mucho al sonido de sus años iniciales. Otras canciones sin embargo han logrado un sonido más pop-rock o incluso reggae.

## Historia
Con un poco más de dos décadas de carrera a sus espaldas, los canadienses Simple Plan han vendido más de 7 millones de discos de sus tres primeros trabajos. Su debut "No Pads, No Helmets... Just Balls" conquistó las listas de medio mundo llegando a ser Doble Disco de Platino. Su segundo álbum "Still Not Getting Any" fue también Disco de Platino y el tercero "Simple Plan (álbum)" colmó los Top 5 y Top 10 de medio mundo.

### Formación y primer álbum (1999-2003)
Simple Plan comenzó en 1996 con la formación de propósitos comerciales de la banda llamada Reset por: Pierre Bouvier, Chuck Comeau, Philippe Jolicoeur y Adrian White. Reset hizo giras por Canadá con bandas como MXPX, Ten Foot Pole y Face to Face, pero solo logró un éxito bastante modesto. El álbum debut, No Worries, fue lanzado en 1999 y Comeau pronto dejó la banda para ir al colegio. Dos años después conoció en la secundaria a Jeff Stinco y Sébastien Lefebvre quienes estaban en diferentes bandas y se combinaron para crear a la banda. Mientras, Reset lanzaba un segundo disco, No Limits (los dos discos fueron relanzados como sencillo de CD en 2006, con comentarios de Bouvier y de Comeau). A finales de 1999, Comeau y Bouvier se reencontraron en un concierto de Sugar Ray y Bouvier dejó Reset después de haberse unido con Comeau. David Desrosiers reemplazó a Bouvier en Reset, pero él también dejó la banda seis meses después. Esto permitió a Bouvier, quien había sido el bajista y el cantante en la banda, que se concentrara solo en cantar.
Con el debut de su álbum teniendo la reacción que buscaban, Simple Plan se quiere pasar el 2002 trayendo los sonidos de No Pads, No Helmets... Just Balls a los jóvenes haciendo lo que han hecho hasta ahora: calle y presentaciones.
Después del lanzamiento de su debut bajo la disquera Lava Records, No Pads, No Helmets... Just Balls la banda Simple Plan no ha tenido nada que se asemeja a algo simple como su nombre lo indica. En realidad ha sido todo lo contrario y esa disposición es lo que los ha ganado miles de fanáticos por todo el mundo.
En menos de un año, la banda visitó cinco continentes y tocaron en más de 300 shows. El camino les otorgó ciertos premios: Unos cuantos millones de fanáticos, la punta del ranking de música alternativa, una aparición en el programa TRL de MTV US, un disco de oro en su país nativo Canadá como así también en Japón y un tour de Japón donde se vendieron todas las entradas. En el disco participaron: Joel Madden de Good Charlotte y Mark Hoppus de Blink 182.
La edición de Malasia no incluye la canción "Grow Up", ni la canción escondida "My Christmas List".
La edición de UK no contiene la canción escondida "My Christmas List", sin embargo, incluye una versión en vivo de la canción "American Jesus" como la canción catorce y dos videos de la banda - "I'd Do Anything" y "I'm Just A Kid".
En Japón, una edición limitada CD + DVD fue lanzado primero. La canción trece del CD no era "Grow Up", pero en su lugar, "One By One", dejando a "Grow Up" como el catorce. Los videos de "I'm Just A Kid", "I'd Do Anything", y "Addicted" estaban en el DVD. La versión regular Japonesa era la misma, pero sin el DVD.
La edición canadiense no incluye la canción "Grow Up" ni la canción escondida "My Christmas List".
La edición australiana incluye "Grow Up" y también "One By One" como la canción catorce. En el video de la canción "I'd Do Anything" se puede apreciar la participación de Mark Hoppus bajista de Blink 182.

### Still Not Getting Any...(2004-2005)

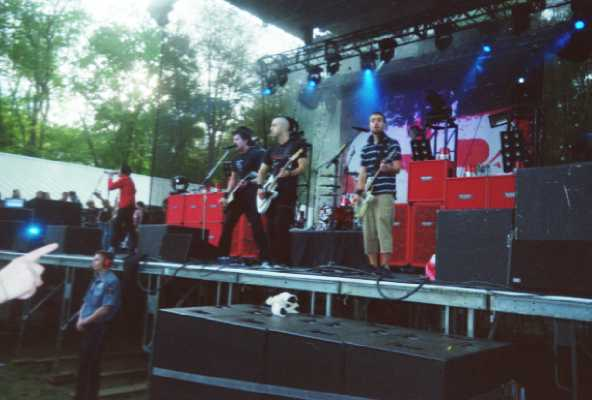
La banda en Agawam, en mayo de 2005.

En 2004, Simple Plan lanzó su segundo álbum, Still Not Getting Any... qué llevó a los sencillos posteriores, "Welcome to My Life", "Shut Up!", "Untitled (How Could This Happen to Me)", "Crazy" y (en algunos mercados) "Perfect World".
En la escritura de "No Pads, No Helmets... Just Balls", los miembros de Simple Plan se proponían hacer un disco de puro pop-punk. Esta vez, cuando escribieron "Still Not Getting Any...", los miembros de Simple Plan dijeron que no se limitaron al género punk, sino más bien dejar que se escriba "buena música."
De acuerdo con el DVD bonus de Still Not Getting Any..., mientras hacían el disco los miembros de Simple Plan pensaron en varios nombres incluyendo "Get Rich or Die Trying" y "In The Zone". Decidieron el nombre Still Not Getting Any... por una lista de razones. La razón más popular y más probable es que los miembros de Simple Plan pensaron que no estaban recibiendo buenas críticas, Bouvier una vez dijo que habían recibido sólo una buena crítica en Alternative Press. Otra razón puede ser porque todavía no estaban recibiendo suficiente respeto. Hay muchas más variaciones que la banda ha dado, incluyendo "mejor", "más inteligente", "más divertido" y la obvia connotación sexual. Comeau una vez describió el nombre del álbum como "versátil".
"Still Not Getting Any..." mostró un cambio dramático en el estilo de Simple Plan. Seguían manteniendo su estilo con la letra que coincidía con la música, pero se las arreglaron para trascender desde el estándar del género pop punk. Aunque muchas de las canciones en este disco todavía mantienen la sensación de angustia adolescente que es probablemente la más notable en la canción "I'm Just a Kid" del primer álbum "No Pads, No Helmets... Just Balls", la inclinación general de este álbum tiende hacia algo más profundo y más maduro en la lírica, cómo también en un sonido más convencional que se aleja un poco del pop-punk de su último álbum. Algunos críticos apuntaron a los elementos 'clásicos' o de 'corriente principal' del rock, siendo que el álbum "resta importancia a la hiperactividad del punk-pop a favor del rock sencillo, moderno o bien diseñado." En este disco se aprecia una música más progresiva y más dura, contó con la producción de Bob Rock, el mismo que ha trabajado con grupos como Metallica y Aerosmith, entre otros. Este mismo año, Simple Plan inicia una fundación para jóvenes y niños con problemas de drogadicción, suicidio, pobreza... en la canción "Crazy", se puede ver como Simple Plan hace alusión a esto.

### Simple Plan(2006-2009)

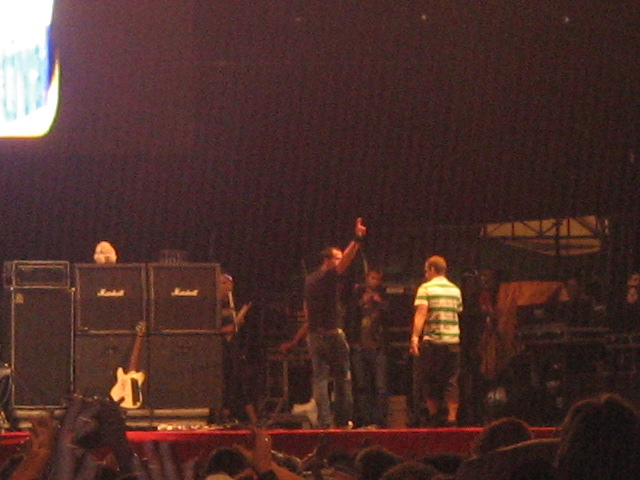
Simple Plan

Después de casi un año y medio en apoyo de "Still Not Getting Any...", la banda terminó su gira en febrero de 2006, dando algunos shows, descansando y comenzando a trabajar en su tercer disco. Tal como se anunció en el blog oficial de Bouvier en MySpace, Bouvier se dirigió hacia Miami el 21 de marzo de 2007, para trabajar con un productor, quien más tarde terminó siendo Dave Fortman. La banda entró al estudio para una preproducción en Los Ángeles el 29 de junio. El 15 de julio regresaron a Montreal, para grabar en el Estudio Piccolo, el mismo estudio dónde grabaron "Still Not Getting Any..." Terminaron la grabación y fueron a Miami y Los Ángeles para mezclar el álbum. La parte final de la grabación fue hecha en Nueva York y fue finalmente completada el 21 de octubre, aunque más tarde volvieron al estudio para volver a grabar algunas de las letras de la canción "Generation".
"When I'm Gone", el primer sencillo de "Simple Plan" fue lanzado el 29 de octubre cuando la banda hizo una conferencia en la web. Simple Plan fue producido por Dave Fortman (Evanescence, Mudvayne), Danjahandz (Timbaland, Justin Timberlake) y Max Martin conocido por su trabajo con Avril Lavigne y Kelly Clarkson. El 17 de febrero de 2008, Simple Plan logró su sencillo más alto en Reino Unido. Después de que los dos álbumes no lograran entrar en el top 40 en el Reino Unido, "When I'm Gone" le dio a la banda su mejor posición el listas en Reino Unido, estando en el número 26. El 29 de noviembre de 2007, la banda anunció que el lanzamiento del disco sería pospuesto de la fecha que ya estaba el 29 de enero de 2008 para el 12 de febrero de 2008. La versión japonesa, con dos bonus tracks, fue lanzado el 6 de febrero de 2008.
Después de completar una gira por el mundo, Simple Plan tocó shows en diciembre de 2007. Después de continuar sus giras en enero, Simple Plan tocó en Camden Town, en Londres el 27 de enero de 2008, con el primer show presentando canciones del primer disco de la banda, del segundo y el tercero del nuevo lanzamiento. La banda tocó cuatro shows en Estados Unidos a finales de febrero y completó su gira europea hasta finales de abril. La banda tocó cuatro fechas en Japón, seguido de festivales en Europa. El 1 de julio de 2008, la banda dio un concierto gratis en Quebec, atrayéndo una multitud de 150,000 personas en el show. Después de regresar de Far East a finales de julio y principios de agosto, la banda tocó en el Tour Cross Canadá con Faber Drive, Cute Is What We Aim For y Metro Station (The All-American Rejects fueron originalmente anunciados en la gira, pero cancelaron por otros compromisos). Después de fechas en Alemania, México y Australia, la banda tocó su segunda gira europea del año desde el 28 de octubre al 29 de noviembre, tocando en Estonia y Polonia por primera vez. La banda también tocó en Tel Aviv y Dubái a principios de diciembre—en shows que la banda tocó con cuatro miembros, ya que Desrosiers estaba ausente debido a una emergencia familiar. La banda tocó en ocho shows en América del Sur en marzo y están tocando varios festivales y shows individuales en ciudades desde Calgary a Moscú.

### Get Your Heart On!(2011-2013)
El cuarto álbum de estudio de la banda llamado Get Your Heart On! fue lanzado el 21 de junio de 2011, ha sido producido por Brian Howes. La banda colaboró con varios compositores como Claude Kelly, Rivers Cuomo de Weezer, Matt Squire, Jim Irvin, Julian Emery, David Hodges, K'naan y Alex Gaskarth de All Time Low.
El 30 de marzo de 2011, la banda lanzó una nueva página oficial para mantener hasta "la nueva página actual", con un nuevo vídeo hablando sobre cuando escucharon por primera vez la nueva canción "Can't Keep My Hands Off You" (con Rivers Cuomo), que está disponible en su página oficial y para comprar en iTunes. El 20 de abril la banda anunció que "Jet Lag" será su primer sencillo del álbum y aparecerá Natasha Bedingfield. La canción se estrenó el 25 de abril. También hay una versión en francés de la canción con Marie-Mai y una versión en chino con Kelly Cha. Este nuevo álbum, ‘Get Your Heart On!’, es todo lo contrario a sus anteriores álbumes: Un electrizante retorno a la vitalidad de sus dos primeros discos. Además de incluir un emocionante dueto, "Jet Lag", con la cantante británica Natasha Bedingfield, el disco contiene la canción "Can’t Keep My Hands Off You" compuesta y cantada con Rivers Cuomo de Weezer, la cual formará parte de la BSO de la próxima película de Disney Prom ("Fin de curso" en castellano).
En los más recientes meses la banda ha hecho 2 grandes giras de su nuevo álbum, para comenzar el año protagonizaron el tour asiático 2012 llegando a países como: Indonesia, Japón, China, Malasia y Singapur seguido del tour canadiense 2012 en las principales ciudades de su país natal, donde compartieron escenario con bandas como Marianas Trench, These Kids Wear Crowns y All Time Low.
Durante octubre del 2012, realizaron un tour en Latinoamérica presentándose en 5 ciudades de México, y tras dichos shows tan exitosos, prometieron a sus fanes mexicanos regresar lo más pronto posible. Viajaron a Sudamérica y pisaron los escenarios de países como Brasil, Argentina, Chile, Perú, Colombia y el último escenario en Ecuador. A largo de este tour se pudo apreciar la cercanía de esta banda con el público, donde la mayoría de sus integrantes subieron a sus twitters diversos post con fotos de sus fanes, incluso se pudo apreciar a Pierre Bouvier vestido como huaso (vestimenta típica de Chile) durante el concierto ofrecido en Santiago, Chile. También se pudieron apreciar los regalos que recibieron de sus fanes en Brasil, de la recibida del público en Perú, entre otras. Finalmente concluyeron su tour en España, ofreciendo 2 shows en los cuales asistieron más de 10 000 fanáticos de la banda.
La próxima gira de la banda será por todo el continente Europeo donde estarán en casi todos los rincones del Viejo Continente, tocando por primera vez en países como Finlandia y Suecia.

### Taking One for the Team(2014-2017)
Salió a la venta el 19 de febrero de 2016. Incluye los sencillos "I don´t wanna be sad", "Opinion Overload", "Boom!" y "I don´t wanna go to bed" con Nelly. La banda describe este disco como el mejor escrito por ellos. Cuenta con las colaboraciones de Nelly en "I don´t wanna go to bed", R City en "Singing in the rain", Jordan Pundik de New Found Glory en "Farewell" y Juliet Simms en "I dream about you". Además en el videoclip de "Boom!" aparecen reconocidos artistas como Alex Gaskarth de All Time Low o Vic Fuentes de Pierce The Veil. Las canciones de "Boom!", "I don´t wanna go to bed", "Opinion Overload" y "Singing in the rain" cuentan con su propio videoclip. "Boom!" fue grabado en agosto de 2015, "I don´t wanna go to bed" fue grabado unos meses más tarde. En este vídeo aparte de los 5 miembros de la banda aparecen también Nelly y David Hasselhoff. "Opinion Overload" fue grabado una semana antes del lanzamiento del álbum y "Singing in the rain" un día después del lanzamiento.
El álbum cuenta también con las canciones "Farewell", "I Refuse", "Everything sucks", "P.S. I hate you", "Problem Child", "Nostalgic", "Perfectly perfect" y "Kiss me like nobody is watching". Con este álbum la banda ha conseguido un sonido muy parecido a los discos de su inicio hace más de una década, aunque en sus canciones también han incorporado elementos de la nueva escuela del punk. Reconocidos artistas y la revista Alternative Press, han declarado que este álbum es justo lo que necesitaba el pop-punk. El día 24 de febrero de 2016 iniciaron una gira Europea para presentar su nuevo álbum, cuya primera parada fue Madrid.

### Salida de Desrosiers yHarder Than It Looks(2017-presente)
Desde mayo de 2017 hasta junio de 2019, David Desrosiers había estado en pausa debido a una gira con Simple Plan, mientras estaba en casa recuperándose de la depresión. Durante ese tiempo, un músico de gira llamado Chady Awad había estado tocando el bajo con la banda como sustituto de gira durante más de dos años, mientras que Bouvier y Lefebvre habían dividido las partes vocales de David. Esta es la segunda vez que Desrosiers ha estado ausente de la banda; La primera vez fue en diciembre de 2008, cuando Lefebvre cambió temporalmente al bajo.

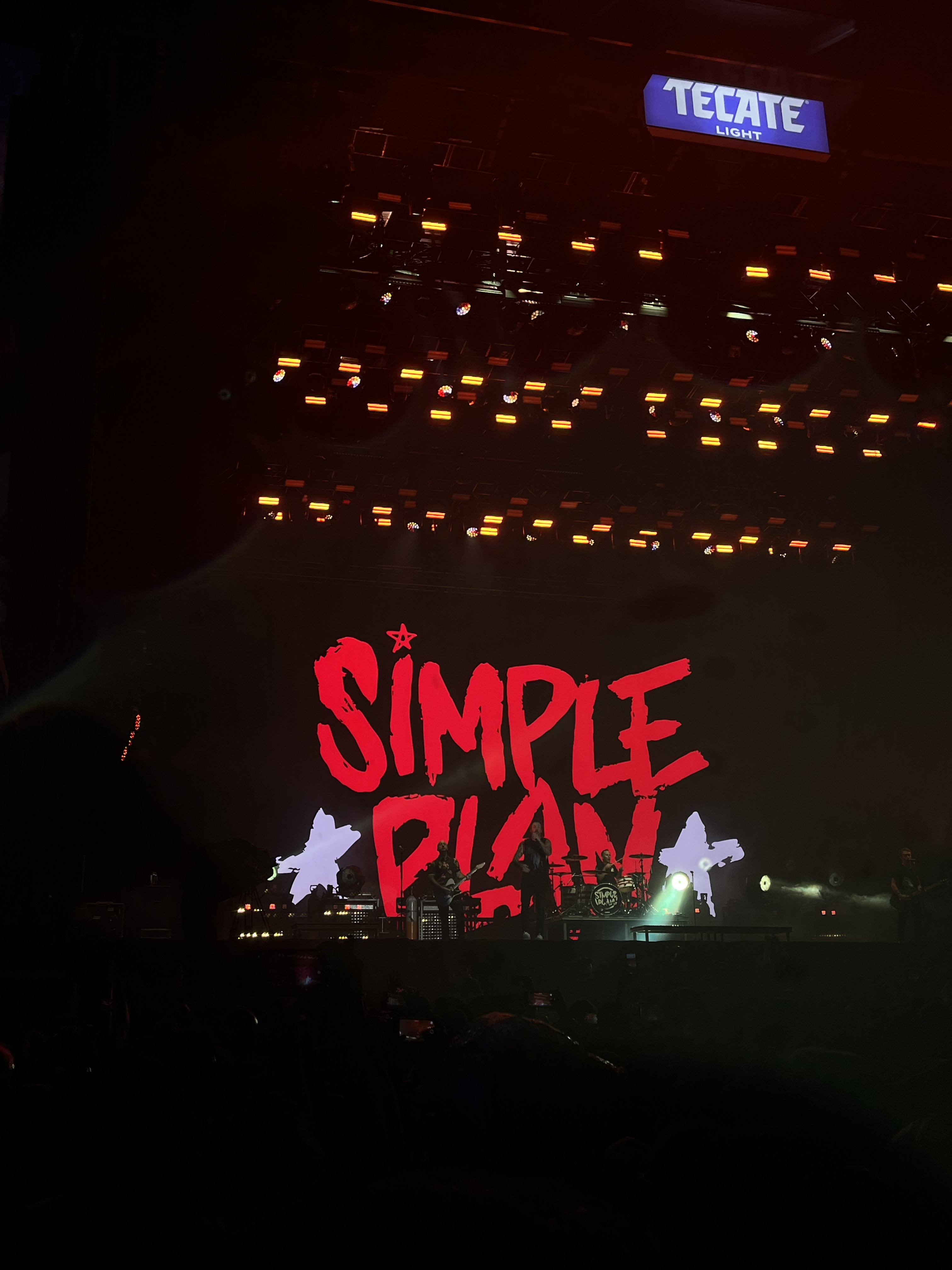
Agrupación Simple Plan en el Festival Tecate Coordenada 2023

Bouvier reafirmó en la entrevista de febrero de 2018 de The 13th Floor que él y Comeau comenzarían a escribir material para el próximo álbum de la banda en cuestión de semanas: "Estamos a punto de comenzar a escribir el próximo disco. Nuestro último álbum salió en 2016 y, obviamente, la gira del decimoquinto aniversario ha retrasado el proceso de creación de material nuevo, pero creo que, en las próximas semanas, nos reuniremos y comenzaremos a escribir y, con suerte, para fines de 2018, debería tener suficiente material para ir al estudio y luego sacar un nuevo disco". Esto pone el lanzamiento proyectivo del sexto álbum de la banda para 2019, ya que la banda es conocida por tomarse el tiempo para escribir canciones y el proceso de composición suele ser la parte más larga, ya que no escriben en el camino mientras están de gira.
En octubre de 2019, Simple Plan lanzó una canción de colaboración con State Champs y We The Kings llamada "Where I Belong"; los tres también realizaron una gira juntos.
El 10 de julio de 2020, se anunció que el bajista David Desrosiers se había separado de Simple Plan después de ser acusado de conducta sexual inapropiada en las redes sociales.
El 5 de noviembre de 2021, la banda lanzó "The Antidote", el primer sencillo de su próximo sexto álbum y el primero sin Desrosiers al bajo (además de que Pierre Bouvier vuelve a ser el bajista de la banda). El 18 de febrero de 2022, la banda lanzó el segundo sencillo "Ruin My Life", con la voz de Deryck Whibley de Sum 41.
El 15 de marzo de 2022, la banda anunció el lanzamiento de su próximo sexto álbum de estudio, Harder Than It Looks, con el lanzamiento de su nuevo sencillo "Congratulations". Su nuevo álbum se lanzó el 6 de mayo de 2022.
El 9 de mayo de 2025, Simple Plan participó en el nuevo sencillo de Avril Lavigne, "Young & Dumb". Simple Plan y Lavigne ya habían estado de gira juntos en la primera gira de Lavigne, Try To Shut Me Up Tour, desde 2002 hasta su conclusión en 2003, la cual inspiró la canción.

## En otros medios
En agosto de 2008, "I Can Wait Forever" fue elegida como la canción para la serie de Animax en el animé LaMB. La banda aparece en un vídeo de ciencia ficción de anime como ellos mismos, presentando la canción. Animax Asia también hizo un video animado para "I Can Wait Forever".
En octubre de 2008, la banda grabó su propia versión de Hockey Theme.
Desde la temporada de NHL en 2008-09, la canción "Generation" es parte de la canción cuando el equipo hace un gol.

## Proyectos secundarios
Además de su participación en la banda, los miembros de Simple Plan han participado en una serie de proyectos paralelos.

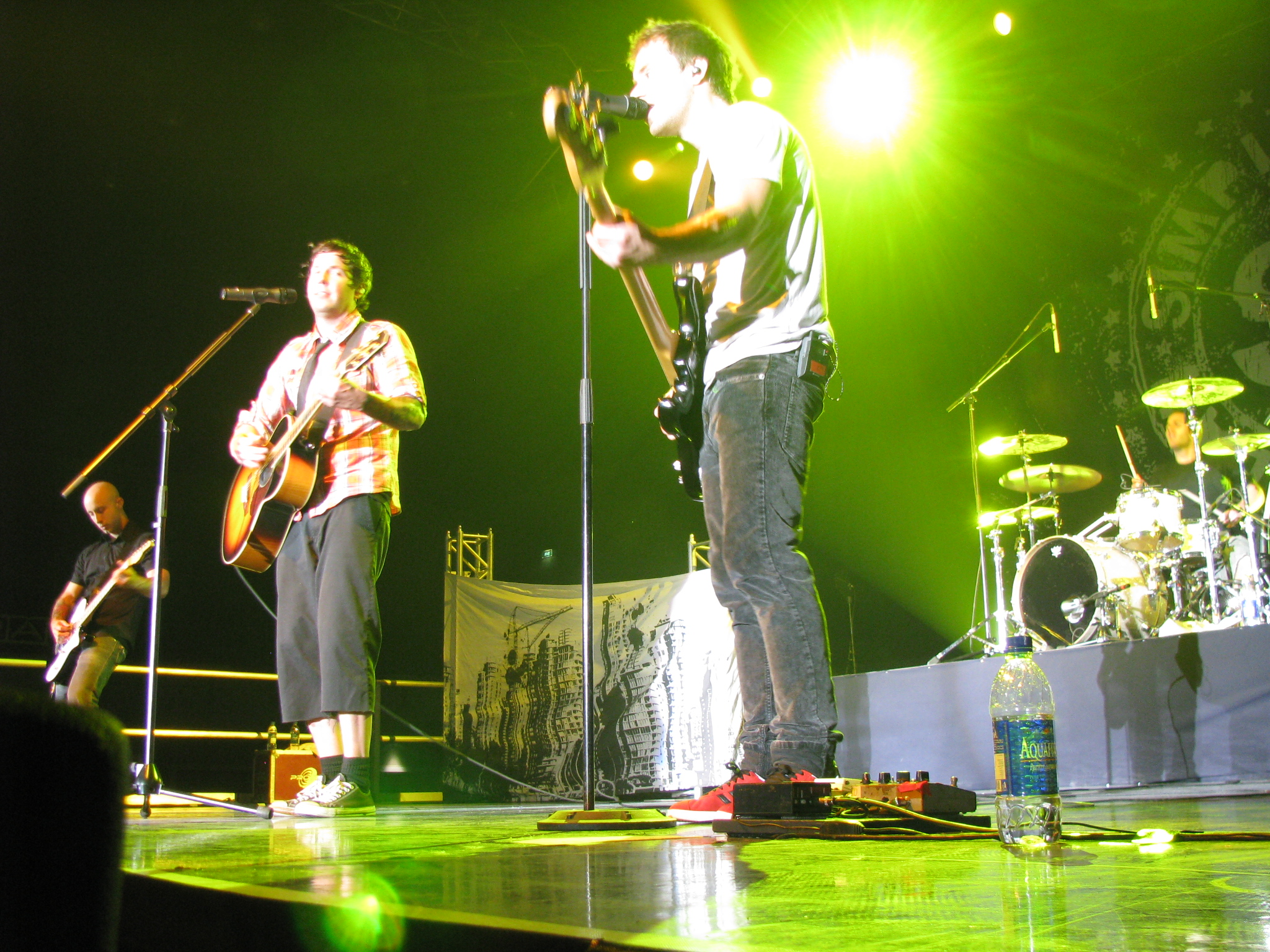
La banda en Dubái sin Desrosiers, el 5 de diciembre de 2008.

### Simple Plan Fundation
Simple Plan creó una fundación que se centra en problemas de adolescentes como el suicidio, la pobreza o la adicción a las drogas. El 9 de diciembre de 2005, la Fundación Simple Plan había recaudado más de $ 100.000. La lista de los donantes incluyeron en sus lugares de noviembre-diciembre de 2005 Canadian Tour.
En junio de 2008, Bouvier anunció sus planes para la fundación de distribuir $ 100,000 a las organizaciones de ayuda que los niños o familias con dificultades debido a discapacidades o enfermedades. Selección de organizaciones incluyeron el deseo de la Infancia Fundación Ayuda Niños de teléfono, y War Child Canada, así como Colegio Beaubois (la escuela secundaria de alma mater de todos los miembros de la banda, excepto Desrosiers).
Además, los miembros celebraron un beneficio para la Fundación en agosto. Mientras que mostrar la banda en enero en Montreal había sido en beneficio de la Fundación, fue descrito como el evento de recaudación de fondos en primer lugar. Se trataba de tomar el desayuno y una interpretación acústica. Un evento de recaudación de fondos adicionales se ha programado para septiembre de 2009 en Montreal.
En octubre de 2008, la banda anunció un comunicado especial, en iTunes, el sencillo de Save You, en beneficio de la Fundación, con un vídeo compuesto especial con supervivientes de cáncer. La canción fue inspirada por la lucha contra el cáncer del hermano de Bouvier, Jay.
Simple Plan ha donado dinero a muchas organizaciones establecidas, como el beneficio MTV Asia Aid, MADD (Mothers Against Drunk Driving), RADD (Grabación de artistas, actores y deportistas Against Drunk Driving), y la marca -A-Wish Foundation.

### Man of The Hour
Man Of The Hour es un proyecto que incluye a Lefebvre y Patrick Langlois. Man Of The Hour es un programa de radio en iTunes-Radio-Alternative-Idobi. Durante uno de los shows, Langlois y Lefebvre notaron que Man Of The Hour comenzó como una broma y que querían comenzar una banda con el nombre porque les gustaba como sonaba. También dijeron que no tenían el tiempo y se dieron cuenta de que era más rápido pre-grabarlos. El show presenta comentarios por Lefebvre y Langlois, quiénes dedican parte de su tiempo tocando canciones que les gusta y a veces invitados (en persona o por teléfono), incluyendo a los miembros de Simple Plan.

### Role Model Clothing
Role Model Clothing es una línea de ropa que le pertenece a Bouvier, Comeau (quién a menudo se le ve vistiendo las camisetas en escenario y en los vídeos musicales de la banda) y Langlois. La línea de ropa sobre todo tiene camisetas, que invariablemente incluyen las palabras "ROLE MODEL" en el diseño. Erik Chandler, el bajista y corista de la banda Bowling for Soup, es a menudo visto con la camiseta de Role Model.

## Varios

### Patrick Langlois

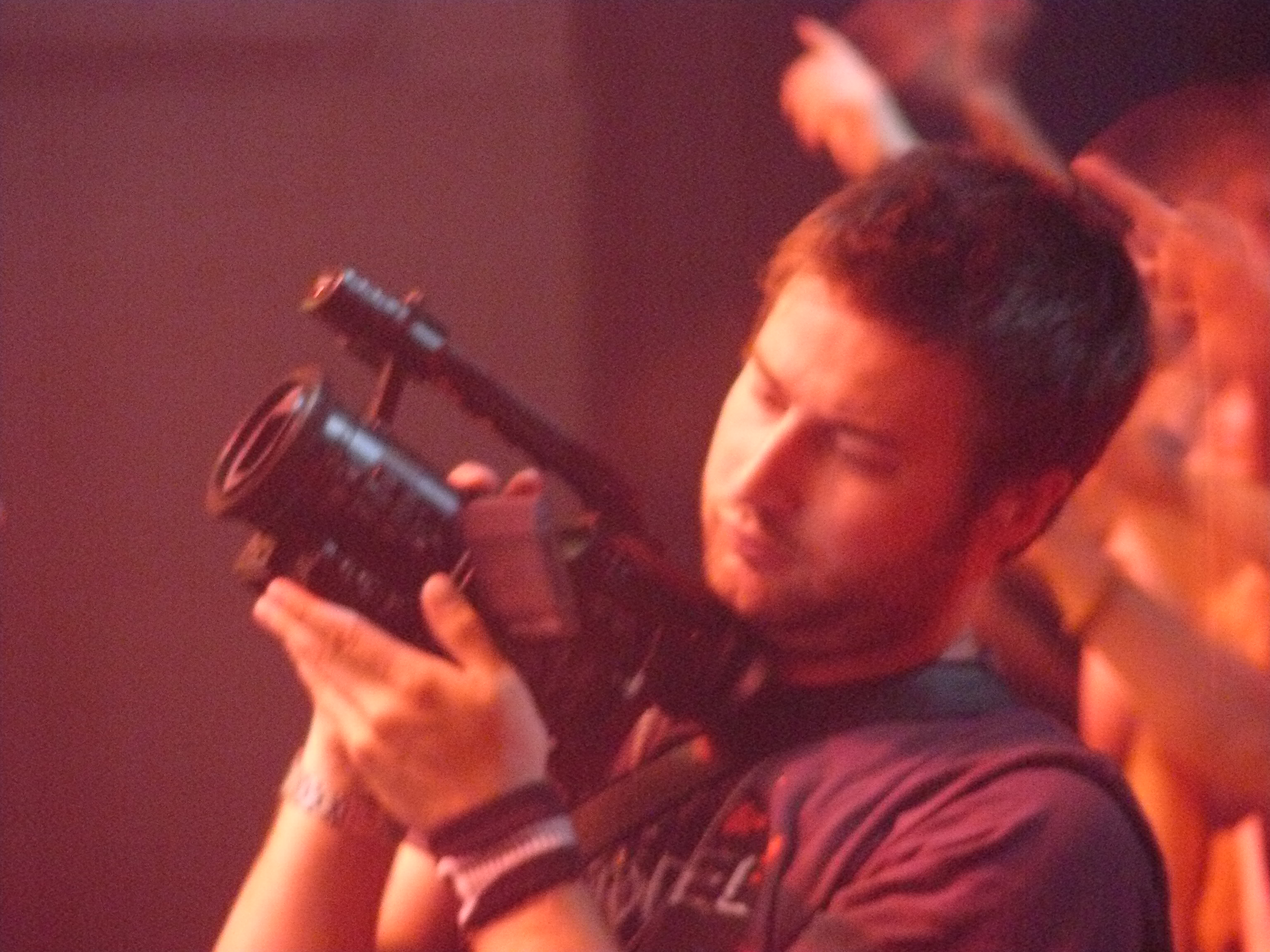
Langlois (con una camiseta de Role Model) graba la actuación de Simple Plan en mayo de 2008.

Patrick "Pat" Langlois es un amigo de la banda que fue responsable de merchandising (a menudo se le ve corriendo el stand de "merchandising") y también actuó como webmaster, fotógrafo y camarógrafo.
El 7 de diciembre de 2008, Langlois, publicado en el sitio web de la banda que iba a seguir trabajando para la banda, pero también se convertiría en un periodista móvil para MusiquePlus. Afirmó que seguirá para que los aficionados "todo lo que es Simple Plan". No obstante, el programa en el que estaba trabajando Langlois, MP6, fue cancelada por MusiquePlus principios de diciembre. Langlois sigue siendo empleado de MusiquePlus, haciendo entrevistas y es a veces visto en las demostraciones de Simple Plan.
Langlois ha aparecido en videos de Simple Plan, con sus apariciones a veces dolorosas. En "I'd Do Anything" le dan una patada en la entrepierna, en "Addicted" una bola le cayó en la cabeza y su apartamento fue destruido, en "Don't Wanna Think About You" fue derribado por la banda y en "When I'm Gone" había rota una botella en la mano por una pelota de tenis golpeada por Lefebvre. También es visto dando un pulgar hacia arriba en "Perfect", como ayuda de cámara en "Shut Up!", entre la multitud en el gimnasio en "I'm Just A Kid", saliendo de un coche en "Welcome To My Life" y como trabajador de los servicios de emergencia en "Untitled", un vídeo en el que su seudónimo era usado como el nombre del conductor borracho.

### Afiliación con "What's New, Scooby-Doo?"
Anteriormente en su carrera, Simple Plan tenía una fuerte relación con ¿Qué hay de nuevo, Scooby-Doo?. Ellos interpretaron la canción y aparecieron como ellos mismos en el episodio "Simple Plan y el Loco Invisible" en el que extractos de "The Worst Day Ever" son dos veces oído. Además, "I'd Do Anything" y "You Don't Mean Anything" pueden escucharse en el episodio "Es decir, es verde, es la Mystery Machine".
La canción "Grow Up" fue utilizada en la película de 2002, Scooby-Doo, y también es la BSO de la película. La canción "Don't Wanna Think About You" fue utilizado en la película, Scooby-Doo 2: Desatado. El video de la canción describe las carreras de la banda a través de la ciudad para llegar a un estreno de una película de Scooby-Doo (el perro y otros miembros del reparto aparecen en el estreno), sólo para llegar segundos tarde.
Simple Plan también apareció en la película New York Minute en 2004, con la canción "Vacation" en un concierto en vivo como parte de la película.
También se utiliza la canción Happy together para la banda sonora de Freaky Friday, película de disney del 2003 y "Perfect" en Confesiones de una típica adolescente.

## Miembros
| Miembros actuales - Pierre Bouvier – voz principal (desde 1999), bajo (desde 1999 hasta 2000, en 2008 (solo en estudio), 2017-2019 (solo en estudio), desde 2020), guitarra adicional, percusión (desde 2000) - Jeff Stinco – guitarra líder (desde 1999), corista (desde 1999 hasta 2000) - Sébastien Lefebvre – guitarra rítmica, corista (desde 1999), bajo (en 2008, 2017-2019 (solo en estudio), desde 2020) - Chuck Comeau – batería, percusión (desde 1999) | Miembros anteriores - David Desrosiers – bajo, corista/voz principal, percusión adicional (2000-2020, en hiatus en 2008 y 2017-2019) Músico de apoyo - Chady Awad – bajo (2017-2019, 2020) - Nicholas Kennedy – bajo (2021–presente) |

Línea de tiempo

## Discografía

### Álbumes de estudio
- 2002: No Pads, No Helmets... Just Balls
- 2004: Still Not Getting Any...
- 2008: Simple Plan
- 2011: Get Your Heart On!
- 2016: Taking One for the Team
- 2022: Harder Than It Looks

## Premios y nominaciones
CASBY Awards
- 2002 Ganaron CASBY Award

Juno Awards
- 2012 Ganaron Allan Waters Humanitarian Award[24]
- 2009 Nominados para el Juno Award
- 2009 Nominados para el Juno Award (for the group itself)
- 2006 Ganaron Juno Fan Choice Award
- 2005 Nominados para el Juno Award
- 2005 Nominados para el Juno Award
- 2005 Nominados para el Juno Award

Kerrang! Awards
- 2008 Nominados para el Kerrang! Award

MTV Asia Awards
- 2006 Nominados para el Favourite Pop Act

MTV Video Music Awards
- 2004 Nominados para el MTV Video Music Award
- 2003 Nominados para el MTV Video Music Award

MuchMusic Video Awards
- 2012 Nominados para el MuchMusic Video Award (Best International Video By A Canadian)
- 2012 Nominados para el MuchMusic Video Award (UR FAVE VIDEO)
- 2011 Nominados para el MuchMusic Video Award
- 2009 Ganaron MuchMusic Video Award
- 2008 Ganaron MuchMusic Video Award
- 2008 Nominados para el MuchMusic Video Award
- 2008 Nominados para el MuchMusic Video Award
- 2006 Ganaron MuchMusic Video Award
- 2006 Nominados para el MuchMusic Video Award
- 2006 Nominados para el MuchMusic Video Award
- 2005 Ganaron MuchMusic Video Award
- 2005 Nominados para el MuchMusic Video Award
- 2005 Nominados para el MuchMusic Video Award
- 2004 Ganaron MuchMusic Video Award
- 2003 Ganaron MuchMusic Video Award

NRJ Music Awards
- 2012 Ganaron NRJ Music Award
- 2007 Nominados para el NRJ Music Award

Teen Choice Awards
- 2008 Nominados para el Teen Choice Award
- 2005 Ganaron Teen Choice Award

ADISQ
- 2006 Ganaron artiste s'étant illustré le plus hors Québec

Alternative Press Music Awards
- 2015 Nominados artiste philantropic

MTV Europe Music Awards
- 2013 Nominados Mejor actuación en World/Stage (Monterrey, México)